# Centroszóma
A centroszóma vagy sejtközpont a legtöbb sejtben megtalálható sejtszervecske. Közel helyezkedik el a sejtmaghoz és a sejtosztódásban van szerepe. A centroszóma két, egymásra merőlegesen elhelyezkedő, hengeres, egyenként 9×3 mikrotubulusból álló képződményből (centriólum), és a körülötte található, szerkezet nélkülinek látszó, sűrűbb citoplazmarészből áll. Alapvető szerepe van a sejt mozgásaiért felelős sejtvázelemek koordinálásában, a csillók képzésében és a sejtek osztódásának irányításában. A sejtek osztódása a centriolumok oszlásával kezdődik, majd a környezetükből kiinduló csövecskék (mikrotubulusok) segítségével egymástól eltávolodnak, és a szintén a környezetükből kiinduló rostocskák (mikrofilamentumok) a közben kialakuló kromoszómák sajátos szakaszaihoz (centromer) rögzülnek.